# Ghana na Letnich Igrzyskach Olimpijskich 2000
Ghanę na Letnich Igrzyskach Olimpijskich 2000 reprezentowało 22 zawodników, 16 mężczyzn i 6 kobiet.

## Skład kadry

### Boks
Mężczyźni
- Raymond Narh

waga lekka, do 60 kg (odpadł w 2 rundzie)
- Ben Neequaye

waga lekkopółśrednia, do 63,5 kg (odpadł w 2 rundzie)
- Adama Osumanu

waga lekkośrednia, do 71 kg (odpadł w 1 rundzie)
- Charles Adamu

waga półciężka, do 81 kg (odpadł w 2 rundzie)

### Lekkoatletyka
Mężczyźni
- Leonard Myles-Mills

bieg na 100 m (odpadł w półfinale)
- Aziz Zakari

bieg na 100 m (finał - DNF)
- Christian Nsiah
- bieg na 100 m (odpadł w 1 rundzie eliminacji)
- Albert Agyemang

bieg na 200 m (odpadł w 1 rundzie eliminacji)
- Tanko Braimah

bieg na 200 m (dyskwalifikacja)
- Kenneth Andam, Leonard Myles-Mills, Christian Nsiah, Aziz Zakari

sztafeta 4 × 100 m (odpadli w 1 rundzie eliminacji, nie ukończyli sztafety)
- Daniel Adomako, Abu Duah, Daniel Mensah Kwei, Nathaniel Martey

sztafeta 4 × 400 m (odpadli w 1 rundzie eliminacji)
- Mark Anthony Awere

skok w dal (odpadł w eliminacjach)
- Andrew Owusu

trójskok (odpadł w eliminacjach)
Kobiety
- Vida Nsiah

bieg na 100 m (odpadła w półfinale)
- Monica Afia Twum

bieg na 100 m (odpadła w 2 rundzie eliminacji)
bieg na 200 m (odpadła w 1 rundzie eliminacji)
- Helena Wrappah

bieg na 200 m (odpadła w 1 rundzie eliminacji)
- Mavis Akoto, Vida Anim, Veronica Bawuah, Vida Nsiah

sztafeta 4 × 100 m (odpadły w półfinale)